# Gonomyia fuscofemorata
Gonomyia fuscofemorata är en tvåvingeart som beskrevs av Alexander 1961. Gonomyia fuscofemorata ingår i släktet Gonomyia och familjen småharkrankar. Inga underarter finns listade i Catalogue of Life.